# Lucio Roscio (embajador)
Lucio Roscio  (m. 438 a. C.) fue un político romano del siglo V a. C., perteneciente a la gens Roscia. Fue uno de los cuatro embajadores enviados por el Senado en el año 438 a. C. ante los fidenates para averiguar las causas de su paso a la lealtad del rey de Veyes, Lars Tolumnio, y que fueron asesinados por aquellos por orden de Tolumnio. Los romanos erigieron en su honor unas estatuas cerca de los Rostra que todavía existían en tiempos de Cicerón.